# Cabo de Santa Marta Grande
Cabo de Santa Marta Grande är en udde i Brasilien.   Den ligger i kommunen Laguna och delstaten Santa Catarina, i den södra delen av landet, 1 400 km söder om huvudstaden Brasília.
Terrängen inåt land är mycket platt. Havet är nära Cabo de Santa Marta Grande åt sydost. Närmaste större samhälle är Laguna, 13,8 km norr om Cabo de Santa Marta Grande.